# Эрик Ведерхатт

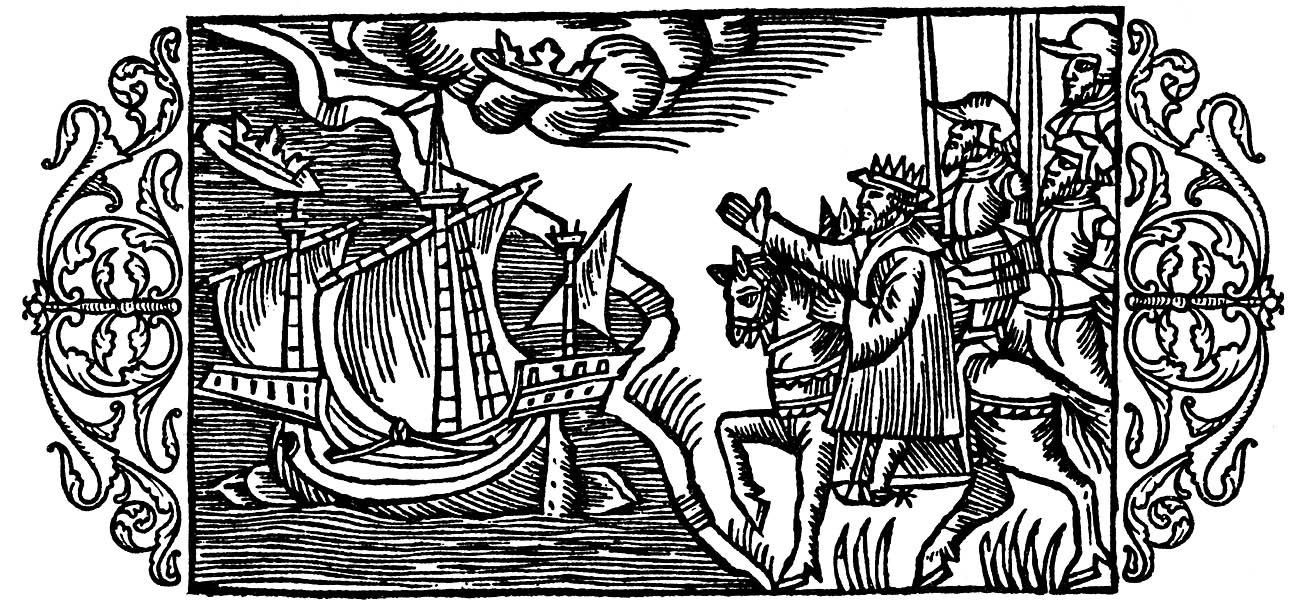
Эрик Ведерхатт, возглавляющий армию (справа). Он управляет ветром так, что корабль вынужден пристать к берегу.

Эрик Ведерхатт (швед. Erik Väderhatt; буквально «с головным убором из ветра», по-русски иногда передаётся Эрик Ветрогон) — легендарный шведский конунг IX века.
Известен только по одному источнику — Шведской хронике середины XV века, а также по последующим переложениям этого источника. Сообщается, что Эрик Ведерхатт был известен своей способностью управлять ветром во время грабительских походов по берегам Балтийского моря, причём он делал это, поворачивая свою шапку. По народной этимологии, от этой шапки происходит название острова Кунгсхатт (Королевская Шапка) на озере Меларен.
Исследователи, которые признают историчность Эрика Ведерхатта, как правило отождествляют его с конунгом Эриком Анундсоном. Есть и другая версия, об отождествлении его с сыном легендарного Рагнара Лодброка по имени Эрик, упомянутым у Саксона Грамматика.